# Oecetis kalidasa
Oecetis kalidasa är en nattsländeart som beskrevs av Schmid 1995. Oecetis kalidasa ingår i släktet Oecetis och familjen långhornssländor. Inga underarter finns listade i Catalogue of Life.